# Tapinocephalidae

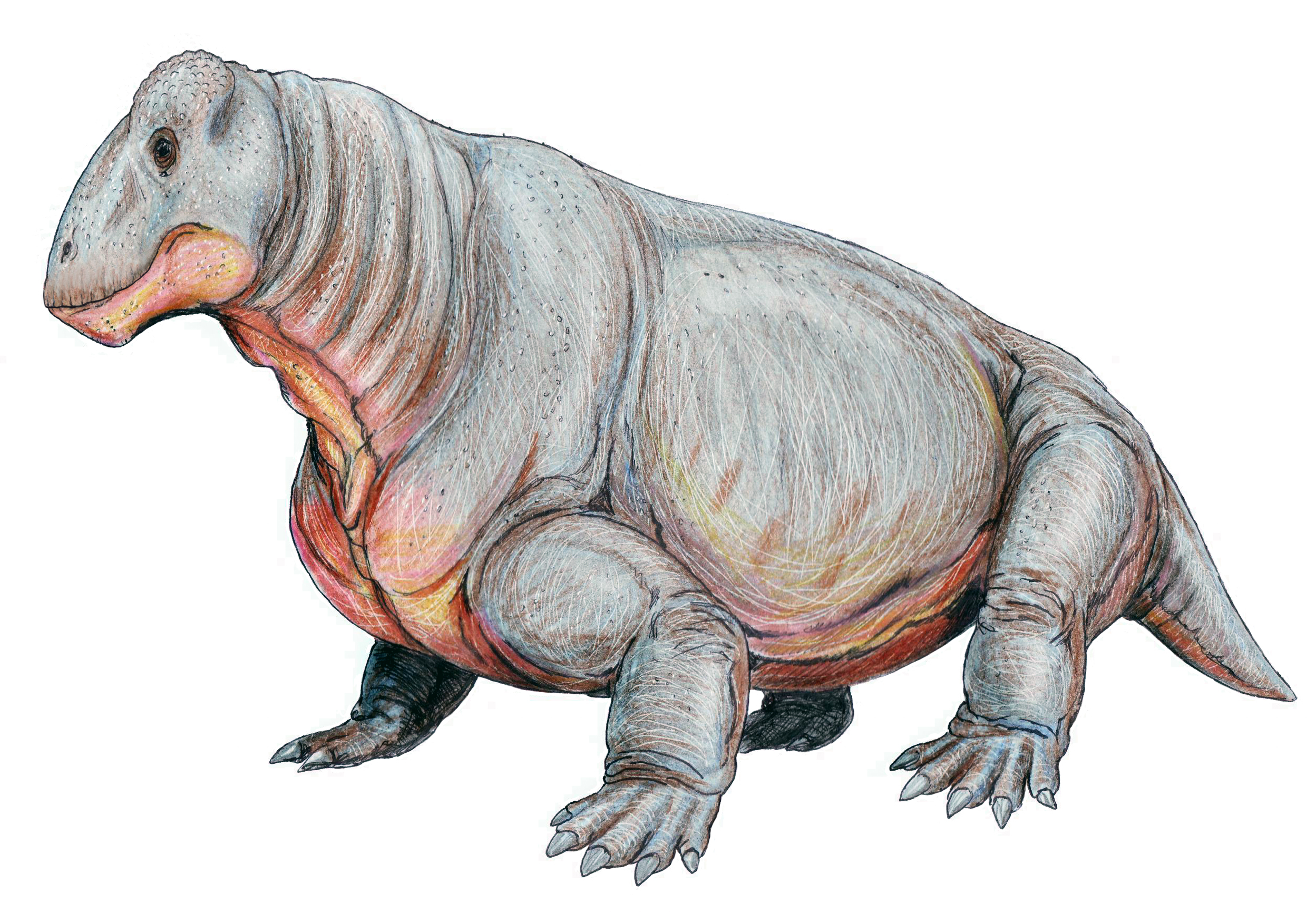
Ulemosaurus

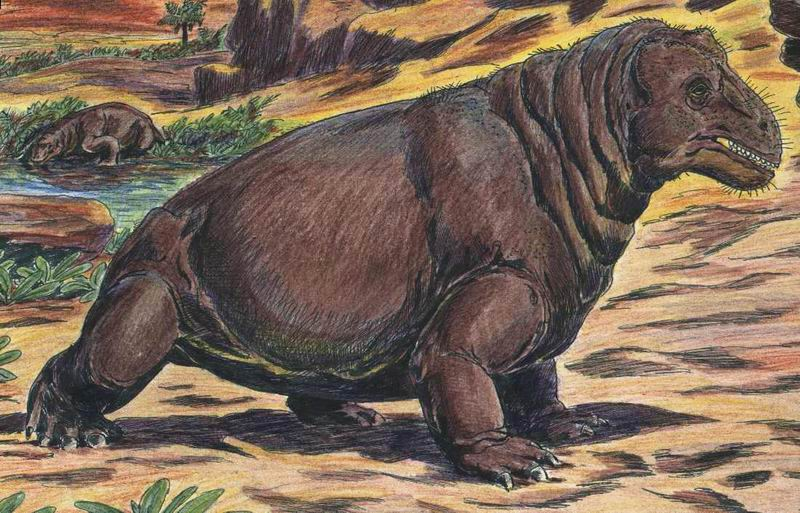
Mormosaurus

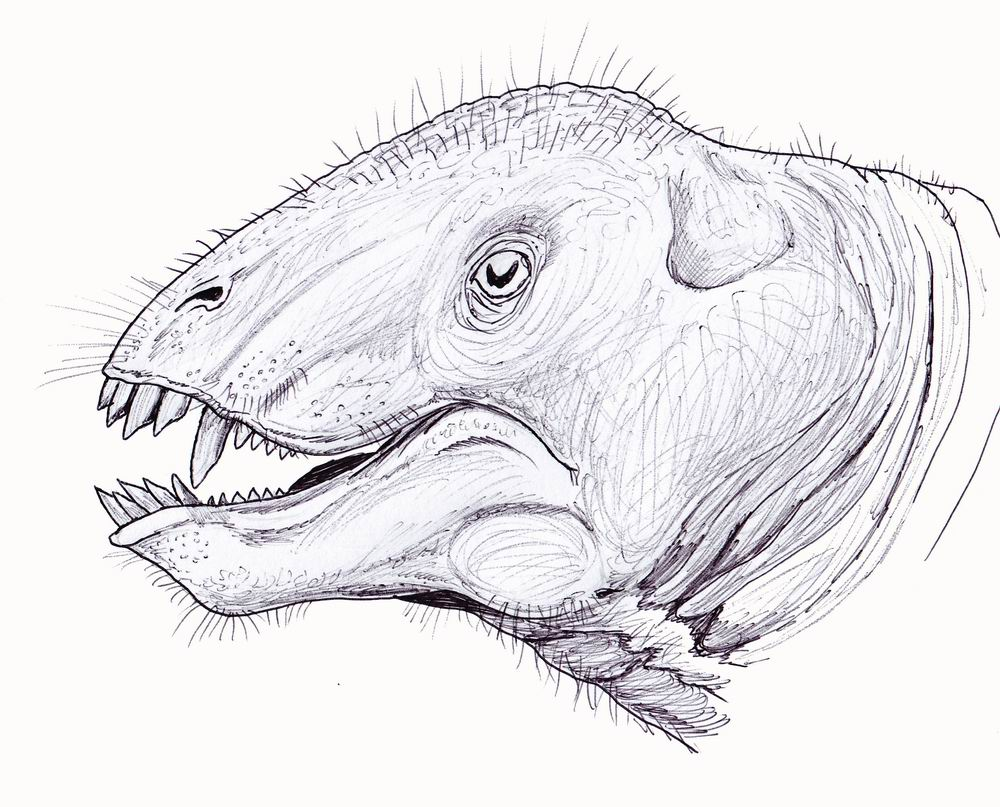
Tapinocaninus pamelae

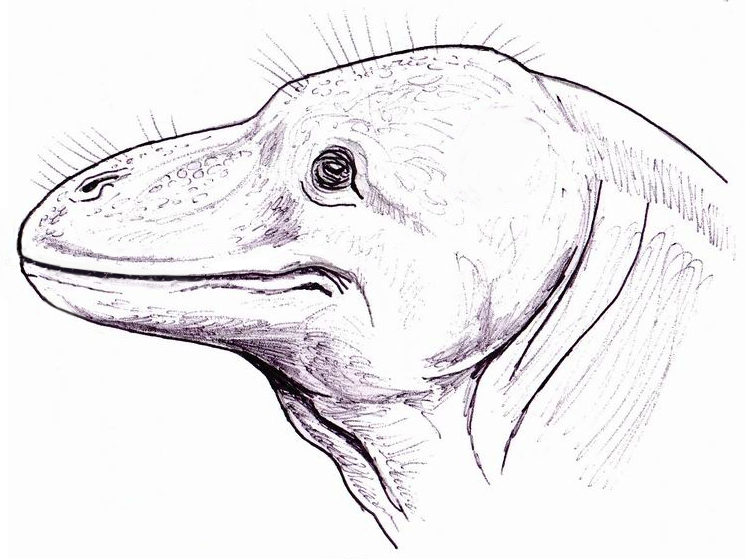
Taurocephalus

Tapinocephalidae — родина викопних плазунів ряду Терапсиди (Therapsida). Родина існувала у пермському періоді, і відома із знахідок у Росії та Південній Африці. Tapinocephalidae — це великі травоїдні диноцефали вагою 500–1000 кг (Tapinocephalus atherstonsi був вагою до 2 т).

## Класифікація
Avenantia

Delphinognathus

Keratocephalus

Mormosaurus

Moschops

Moschosaurus

Phocosaurus

Riebeeckosaurus

Struthiocephalus

Tapinocaninus

Tapinocephalus

Ulemosaurus

## Філогенез
Кладограма синапсид із зазначенням позиції Tapinocephalidae.
```
SYNAPSIDA

|

Therapsida

|--
Biarmosuchia

`--+--
Dinocephalia

   |  |--
Anteosauria

   |  `--
Tapinocephalia

   |     |--
Titanosuchidae

   |     `--
Tapinocephalidae

   |        |--
Ulemosaurus

   |        |--
Tapinocaninus

   |        `--+--
Struthiocephalus

   |           |--
Tapinocephalus

   |           |--
Keratocephalus

   |           |--
Moschops

   |           `--
Riebeeckosaurus

   `--+--
Anomodontia

      |  |--
Venyukovioidea

      |  `--
Dicynodontia

      `--
Theriodontia

         |--
Gorgonopsia

         `--+--
Therocephalia

            `--
CYNODONTIA
```